# Interruptor diferencial

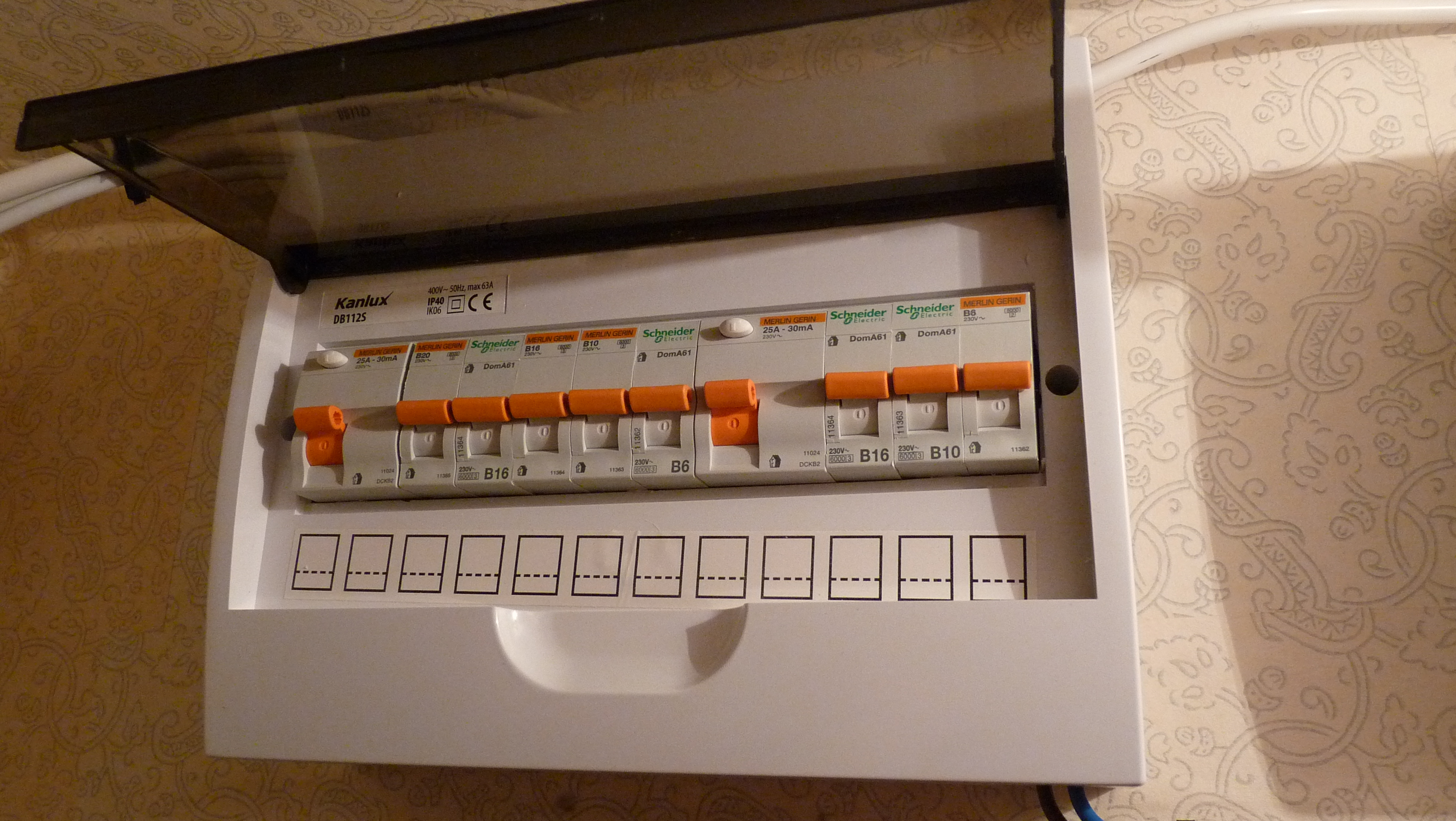
Cuadro eléctrico en una vivienda. Compuesto por interruptores diferenciales e interruptores magnetotérmicos.

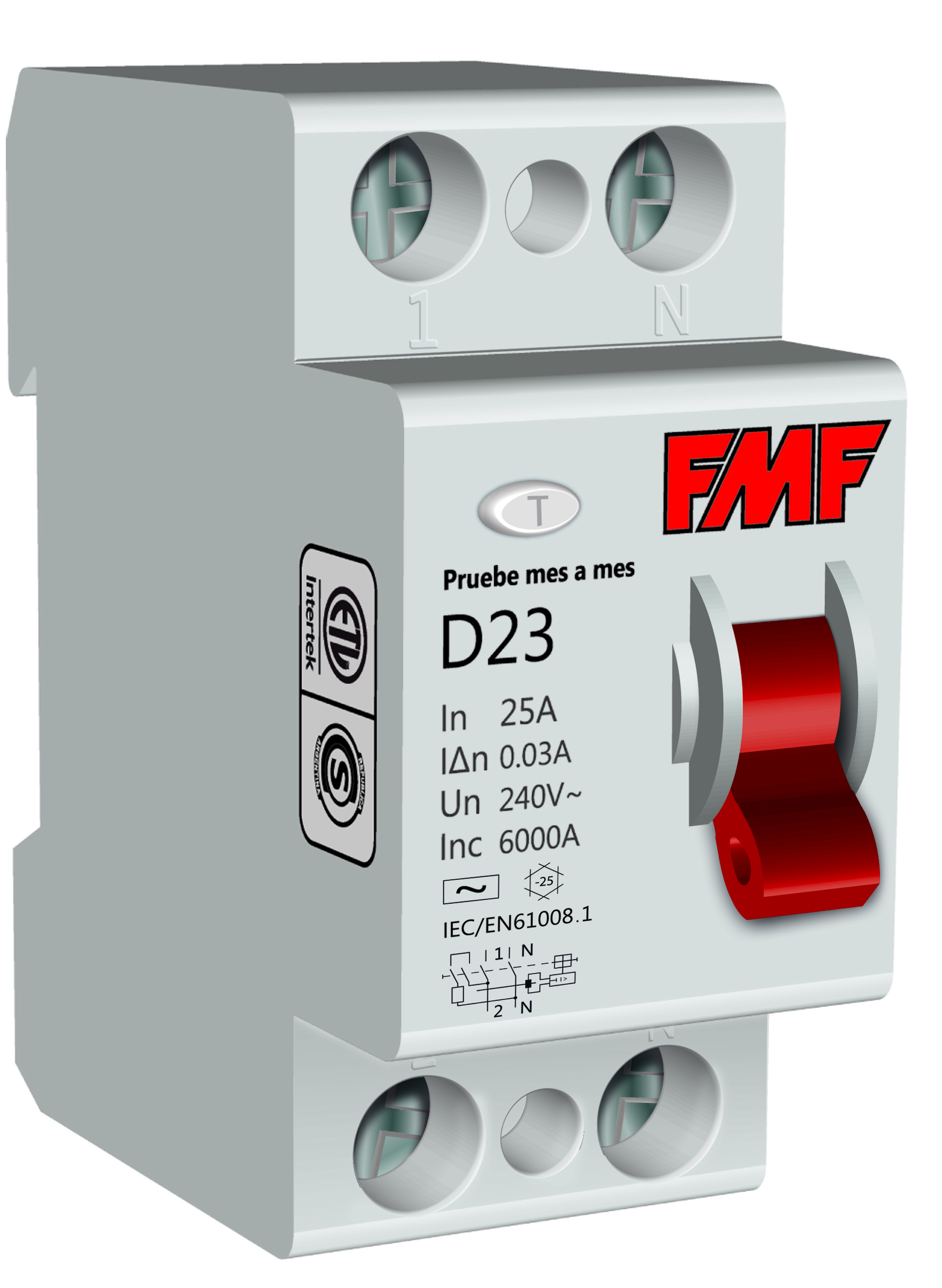
PIA o disyuntor dIferencial bipolar (2 Polos), 25A (para hornos y vitro)

Un interruptor diferencial (ID), llave diferencial o disyuntor diferencial, también conocido como RCD, RCCB, GFCI o dispositivo diferencial residual (DDR), es un dispositivo electromagnético que se coloca en las instalaciones eléctricas de corriente alterna con el fin de proteger a las personas de accidentes provocados por el contacto con partes activas de la instalación (contacto directo) o con elementos sometidos a potencial debido, por ejemplo, a una derivación por falta de aislamiento de partes activas de la instalación (contacto indirecto). También protegen contra los incendios que pudieran provocar dichas derivaciones.
Es un dispositivo de protección muy importante en toda instalación, tanto doméstica como industrial, que actúa conjuntamente con la puesta a tierra de enchufes y masas metálicas de todo aparato eléctrico. De esta forma, el ID desconectará el circuito en cuanto exista una derivación o defecto a tierra mayor que su sensibilidad. Si no existe la conexión a tierra y se produce un contacto de un cable o elemento activo a la carcasa de una máquina, por ejemplo, el ID no se percatará hasta que una persona no aislada de tierra toque esta masa; entonces la corriente recorrerá su cuerpo hacia tierra provocando un defecto a tierra y superando ésta la sensibilidad del ID, que disparará el corte de la corriente, protegiendo a la persona y evitando así su electrocución.
Un PIA (acrónimo de Pequeño Interruptor Automático y popularmente conocido como magnetotérmico) es un conmutador de calibración fija destinado a controlar los diferentes circuitos internos de electricidad en la vivienda para protegerlos de sobrecargas y cortocircuitos. Se utilizan en sustitución de los fusibles, ya que tienen la ventaja de que no hay que reponerlos. Viene regulado en la norma EN-IEC 60898-1 sobre accesorios eléctricos, interruptores automáticos para instalaciones domésticas y análogas para la protección contra sobreintensidades. 

## Funcionamiento

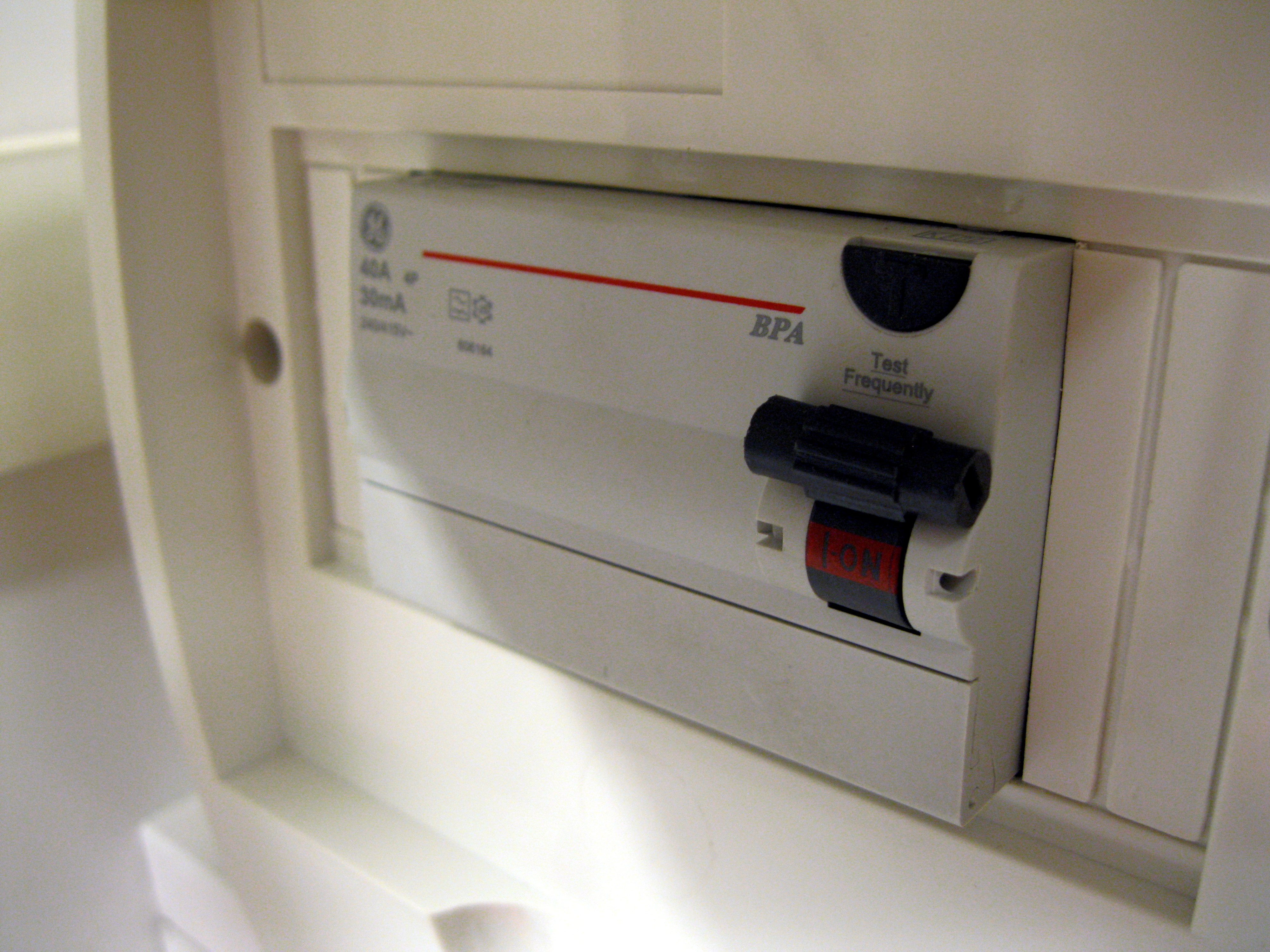
En una instalación residencial o comercial es indispensable un interruptor diferencial de alta sensibilidad.

En la Figura 1 se ve que la intensidad (I1) que circula entre el punto a y la carga debe ser igual a la intensidad (I2) que circula entre la carga y el punto b (I1 = I2), y por tanto los campos magnéticos creados por ambas bobinas son iguales y opuestos, por lo que la resultante de ambos es nula. Este es el estado normal del circuito.
En la Figura 2 se ve que la carga presenta una derivación a tierra por la que circula una corriente de fuga (If), por lo que ahora I2 = I1 - If, y por tanto menor que I1.
Los transformadores de suministro eléctrico sujetos al régimen de neutro TT (95 % en España) tienen conectado a tierra su terminal neutro, y por tanto se cierra el circuito eléctrico en cuanto se pone en contacto cualquiera de los hilos de fase con tierra. Es aquí donde el dispositivo desconecta el circuito para prevenir electrocuciones, porque hay derivación de corriente hacia la toma de tierra que deben tener todos los elementos metálicos de los aparatos eléctricos.
La diferencia entre las dos corrientes de los hilos del suministro es la que produce un campo magnético resultante, que no es nulo y que por tanto producirá una atracción sobre el núcleo N, desplazándolo de su posición de equilibrio, provocando la apertura de los contactos C1 y C2 e interrumpiendo el paso de corriente hacia la carga, en tanto no se rearme manual o automáticamente el dispositivo.
Antes de rearmar manualmente el dispositivo se recomienda examinar la causa de su actuación y corregirla, o habrá riesgo de prolongar una grave situación de inseguridad. De todas formas el sistema de mecanismo libre no dejará rearmar el ID mientras no haya fuga a tierra menor que su sensibilidad (IΔn).
|           |
| Figura 1. |

|           |
| Figura 2. |

Hay que tener en cuenta que estos dispositivos solo protegen aguas abajo del mismo, es decir, desde donde se conecte el diferencial hasta la carga. Este hecho se puede entender con la siguiente figura:
|                                                      |
| No detección con fallo aguas arriba del diferencial. |

Se ve que, por ejemplo, al producirse un fallo en el aislante del cable (representado por un rayo) provoca una derivación a tierra que permitirá la circulación de una corriente desde la tierra conectada al neutro del generador, hasta el fallo producido por este. En el caso de que el fallo se produzca aguas arriba del mismo (entre este y el transformador), el ID no entrará en funcionamiento, porque las corrientes entrante y saliente seguirán siendo iguales. Por esta razón se debe instalar lo más cerca posible del origen de la fuente de energía eléctrica, que en una vivienda sería el punto de entrada de la derivación individual en el local o la vivienda del usuario, para que la instalación quede totalmente protegida.

## Características

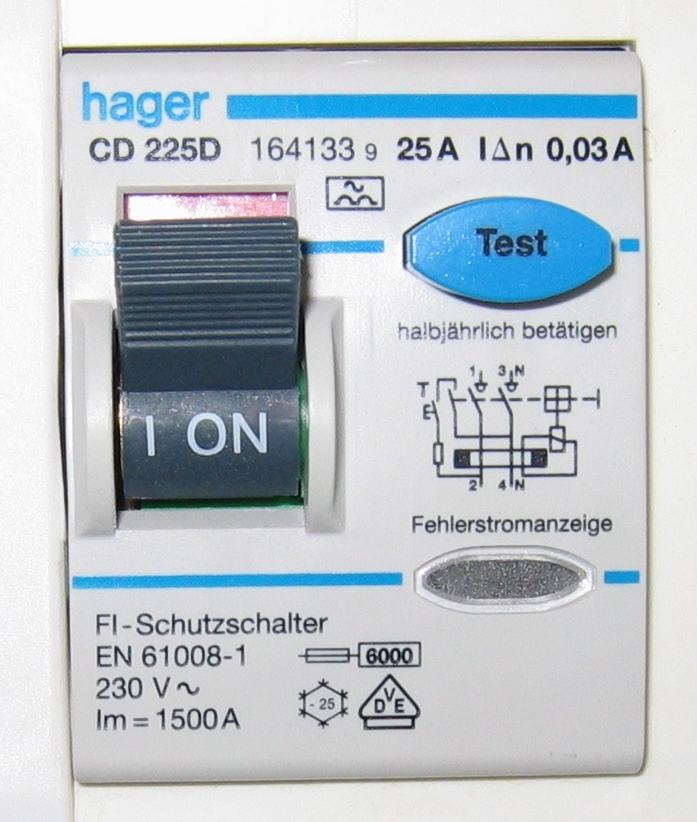
Un interruptor diferencial bipolar de clase A con una IΔn de 0,03 А.

Aunque existen interruptores para distintas intensidades de actuación, en España el Reglamento Electrotécnico de Baja Tensión (REBT), en su ITC-BT-24, exige que en las instalaciones domésticas se coloquen interruptores diferenciales de alta sensibilidad (IΔn) con una corriente de fuga menor o igual a 30 mA y un tiempo de respuesta de 50 ms, lo cual garantiza una protección adecuada para las personas.
La norma UNE 21302 describe las características del interruptor diferencial.
Hay diferenciales con valores superiores, aunque el umbral de disparo en todos los casos es de entre 0,5 y 1 milésimas de la intensidad nominal. Por ejemplo, para el diferencial de 30 A sería correcto que disparase entre 15 y 30 mA.
Las características que definen un interruptor diferencial son el amperaje, número de polos y sensibilidad. Por ejemplo: Interruptor diferencial 16A-IV-30mA.

## Clases de diferenciales
Clasificación de los diferenciales según el comportamiento en presencia de corrientes continuas:
- Interruptor diferencial clase AC: son los más comúnmente utilizados, aunque están prohibidos en numerosos países, como Alemania, dada su nula efectividad ante armónicos y otros. Los semiconductores generan corrientes de fuga que no son detectadas por los de clase AC.[2] Es simbolizado con un rectángulo en el que se indica una onda sinusoidal.

- Interruptor diferencial clase A: son utilizados para corrientes alternas y corrientes pulsantes. Evitan las desconexiones intempestivas por corrientes de alta frecuencia producidas, entre otros, por los circuitos informáticos, circuitos con reactancias electrónicas o las corrientes inducidas por las descargas de origen atmosférico. Evitan de esta manera los saltos intempestivos debidos a elementos externos a la instalación que protegen.[3] Es simbolizado con un rectángulo en el que se indica una onda sinusoidal y que está por encima de una segunda oscilación.

- Interruptor diferencial clase B: son utilizados para proteger frente a corrientes de fuga alternas y pulsantes suaves hasta 1 kHz. Es adecuado para la protección diferencial y evitar desconexiones intempestivas por variadores de frecuencia, variadores de velocidad, onduladores y cargadores de baterías trifasicos. Es simbolizado con un rectángulo en el que se indica una onda sinusoidal y que está por encima de una segunda oscilación, además de un segundo rectángulo en el que una línea está por encima de una línea discontinua.

- Interruptor diferencial clase B+: son utilizados para proteger frente a corrientes de fuga alternas y pulsantes suaves hasta 20 kHz. Es adecuado para la protección diferencial y evitar desconexiones intempestivas por variadores de alta frecuencia. Es simbolizado con un rectángulo en el que se indica una onda sinusoidal y que está por encima de una segunda oscilación, un segundo rectángulo en el que una línea está por encima de una línea discontinua, además de un tercer rectángulo en el que viene indicado kHz.

- Interruptor diferencial clase F: son utilizados para proteger frente a corrientes de fuga alternas y pulsantes, así como frecuencias mezcladas por fugas en la red eléctrica. Es adecuado para la protección diferencial y evitar desconexiones intempestivas por variadores de alta frecuencia; en caso de disparo, es de efecto retardado. Suele ser también denominado como interruptor diferencial superinmunizado.[3] Es simbolizado con un rectángulo en el que se indica una onda sinusoidal que supera una segunda oscilación, además de un segundo rectángulo con numerosas ondas sinusoidales.

Clasificación de los diferenciales según el retardo en presencia de una corriente de defecto:
- Interruptor diferencial instantáneo: son los de uso general.

- Interruptor diferencial retardado o de clase S: son dispositivos retardados a la desconexión que se utilizan para garantizar la selectividad. Cuando un circuito necesita disponer de dos ID de la misma sensibilidad en cascada, el instalado en la cabecera, si es de clase S, saltará más tarde.[cita requerida]

## Conexión de bajada domiciliaria
Una conexión de bajada domiciliaria deberá respetar la posición de los interruptores por los siguientes motivos:
- La entrada de los conductores siempre deberá conectarse primero a la parte superior del interruptor magnetotérmico y la salida por la parte inferior hacia el diferencial.
- La conexión de estos interruptores ID y los interruptores magnetotérmicos deberá ser en serie, ya que esta se transforma en una conexión de seguridad. Cualquier inconveniente en una instalación eléctrica hará que alguno de estos interruptores se dispare, dejando así sin tensión la misma.

La posición deberá respetarse así; de esta forma el diferencial quedará protegido por el magnetotérmico.
1. El diferencial normal protege solo por corrientes diferenciales, no por cortocircuitos o sobreintensidades. De poner en primer lugar al diferencial, dejando aguas abajo de este al magnetotérmico, el diferencial queda desprotegido ante estos dos efectos. Esto puede traducirse en un diferencial estropeado que en una situación de electrocución o fuga con peligro de incendio no responda correctamente, por haber sido dañado.

El interruptor termomagnético protege instalaciones materiales, englobando en este concepto también al interruptor diferencial.

## Diferenciales auto rearmables

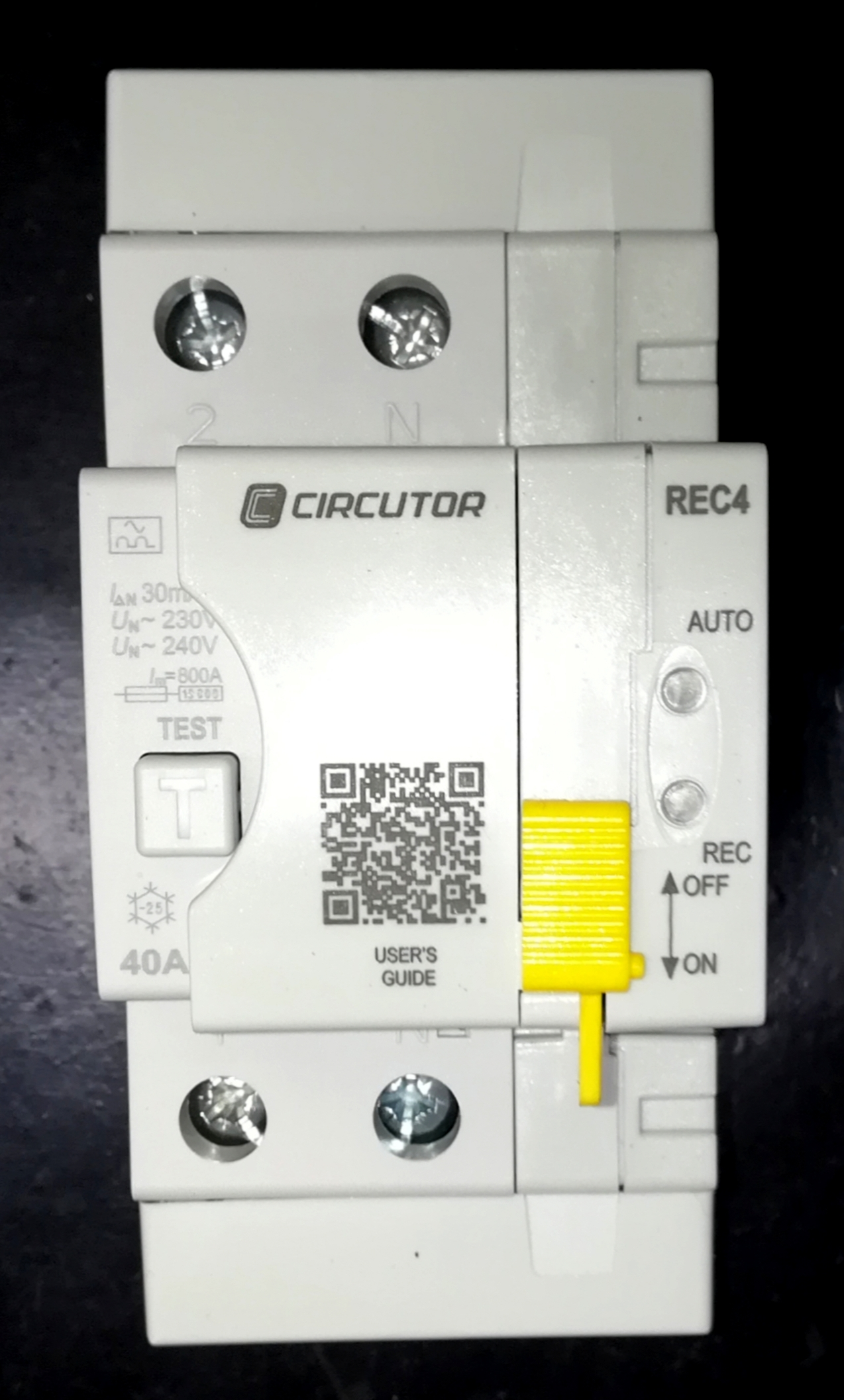
Diferencial rearmable.

Primeramente hay que diferenciar entre rearmables y autorearmables; los rearmables son aquellos que tienen la propiedad de ser rearmardos y los autorearmables son los que tienen la propiedad de rearmarse por sí mismos y automáticamente.
Para aplicaciones especiales existen modelos que están dotados de un servomotor que realiza por sí solo el rearmado del interruptor, restableciendo el servicio después de un disparo. Los hay cuya orden de rearmado se realiza manualmente a distancia (telemando), como en el caso en el que un operario desde una sala de control es capaz de realizar el disparo o el rearmado de un interruptor que está a cientos de kilómetros, y los hay de rearme automático, en los que el propio interruptor posee un circuito electrónico de control que pasados unos segundos después del disparo ejecuta la orden de rearmado del interruptor accionando el servomotor. En el caso de sufrir un nuevo disparo puede esperar un tiempo mayor y ordenar un nuevo rearmado un número determinado de veces antes de desistir. 
Con este tipo de interruptores se evita tener que desplazarse a instalaciones lejanas (repetidores de televisión por ejemplo) para realizar un rearmado causado por disparos transitorios; también se utilizan para la protección de instalaciones de seguridad (CCTV, alarmas) o para instalaciones en las que un corte de suministro ponga en peligro a personas o bienes (ascensores, equipos médicos y hospitalarios, cámaras frigoríficas o congeladores).  Empieza a ser común encontrase interruptores diferenciales rearmables monoblock junto con la protección magnetotérmica; es decir, que un mismo aparato protege contra sobrecargas, cortocircuitos y derivaciones a tierra siendo autorearmable para cualquiera de las tres causas que pueden hacerle disparar.
Los diferenciales autorearmables que se comercializan en la actualidad son de clase A, aunque existen unos motores que se pueden adaptar a cualquier diferencial independientemente de su clase.